# Metriorhynchus
Genre
Espèces de rang inférieur
- † M. geoffroyii von Meyer, 1832, (espèce type)[2]

Metriorhynchus est un genre éteint de crocodyliformes métriorhynchoïdes fossiles, à long rostre, presque exclusivement marins ayant vécu au Jurassique supérieur, du Callovien au Kimméridgien, il y a environ entre 155 Ma (millions d'années), dans ce qui est aujourd'hui l'Europe de l'ouest : France, Allemagne, Suisse et Angleterre.

## Étymologie
Le nom de genre Metriorhynchus est composé des mots du grec ancien Metrio : « modéré » et rhynchos : « museau », pour indiquer la longueur relativement modérée de son rostre.

## Description
Metriorhynchus peut atteindre une longueur totale de 3 mètres. Son corps est hydrodynamique avec une nageoire caudale homocerque (en forme de lune), ce qui en fait un nageur plus efficace que les espèces de crocodiliens modernes.
Ses pattes sont transformées en nageoires courtes et plates, avec tous les doigts d'un seul membre réunis dans une membrane unique. Les pattes arrière étaient environ deux fois plus longues que les pattes avant.

## Historique
De nombreuses espèces dans le passé ont été placées dans Metriorhynchus, y compris celles des gisements de l'âge Callovien. Cependant, les espèces de brevirostrine précédemment appelées Metriorhynchus, y compris Purranisaurus et Suchodus, sont maintenant reconnues comme des genres distincts. Metriorhynchus superciliosus a été renommé Thalattosuchus par Young et al. (2020). Outre les cinq espèces précédentes considérées comme des synonymes juniors des deux espèces valides, les espèces longirostres M. acutus et M. leedsi sont rattachées au genre Gracilineustes.
En 2018 par Attila Ősi et ses collègues, réalisent une analyse phylogénétique des Thalattosuchia lors de la description du nouveau genre Magyarosaurus. Ils intègrent deux espèces de Metriorhynchus, M. superciliosus et M. camsamiquelai, qui se révèlent très éloignées l'une de l'autre au sein des Metriorhynchoidea.

## Paléobiologie

### Reproduction
Metriorhynchus passait une grande partie, sinon la totalité de sa vie en mer. Aucun nid ou œuf de Metriorhynchus n'ayant jamais été trouvé, on ne sait pas s'il pondait ses œufs à terre ou, comme les plésiosaures et les ichthyosaures, s'il donnait naissance dans la mer à des jeunes déjà formés.

### Alimentation
L'étude de squelettes d'adultes de l'espèce M. superciliosus par R. Gandola et ses collègues en 2006, a montré qu'elle possédait des glandes à sels bien développées. Celles-ci lui permettaient de « boire » de l'eau salée comme les animaux pélagiques et de manger des proies ayant la même concentration saline que l'eau de mer environnante, comme les ammonites, les poissons ou d'autres animaux marins, sans se déshydrater. Des glandes à sel ont également été observées en 2008 chez un autre genre de Metriorhynchoidea : Geosaurus.

## Classification
La phylogénie des Metriorhynchoidea en général, et du genre Metriorhynchus en particulier, n'est pas stabilisée.
Plusieurs publications au début des années 2000 ont remis en cause la monophylie de Metriorhynchus,,, même si quelques formes longirostres paraissent pouvoir constituer un groupe naturel,,.

### Cladogrammes
Cladogramme établi par Andrea Cau et Federico Fanti en 2010 :
|  | M. geoffroyii                                          |
|  |                                                        |
|  | \| \| M. hastifer \| \| \| \| \| \| M. sp. \| \| \| \| |
|  |                                                        |
|  | M. hastifer                                            |
|  |                                                        |
|  | M. sp.                                                 |
|  |                                                        |

|  | M. hastifer |
|  |             |
|  | M. sp.      |
|  |             |

|  | M. geoffroyii                                          |
|  |                                                        |
|  | \| \| M. hastifer \| \| \| \| \| \| M. sp. \| \| \| \| |
|  |                                                        |
|  | M. hastifer                                            |
|  |                                                        |
|  | M. sp.                                                 |
|  |                                                        |

|  | M. hastifer |
|  |             |
|  | M. sp.      |
|  |             |

Le cladogramme suivant, est issu de l'étude de Mark T. Young et Marco Brandalise de Andrade en 2009 :
|  | M. superciliosus |
|  |                  |
|  | M. moreli        |
|  |                  |

|         | M. palpebrosus                                         |
|         |                                                        |
| unnamed | \| \| M. hastifer \| \| \| \| \| \| M. sp. \| \| \| \| |
|         | \| \| M. hastifer \| \| \| \| \| \| M. sp. \| \| \| \| |
|         | M. hastifer                                            |
|         |                                                        |
|         | M. sp.                                                 |
|         |                                                        |

|  | M. hastifer |
|  |             |
|  | M. sp.      |
|  |             |

|  | M. superciliosus |
|  |                  |
|  | M. moreli        |
|  |                  |

|         | M. palpebrosus                                         |
|         |                                                        |
| unnamed | \| \| M. hastifer \| \| \| \| \| \| M. sp. \| \| \| \| |
|         | \| \| M. hastifer \| \| \| \| \| \| M. sp. \| \| \| \| |
|         | M. hastifer                                            |
|         |                                                        |
|         | M. sp.                                                 |
|         |                                                        |

|  | M. hastifer |
|  |             |
|  | M. sp.      |
|  |             |